# Agustín Orión
Agustín Ignacio Orión (Ramos Mejía, 26 de junho de 1981) é um ex-futebolista argentino que atuava como goleiro. 

## Carreira
Orion foi San Lorenzo goleiro primeira escolha em 2007, quando ajudou o clube a conquistar o Clausura do torneio. Em 9 de dezembro de 2009, o goleiro deixou San Lorenzo de 500.000 €[carece de fontes?] e juntou-se ao Estudiantes de La Plata.
Em julho de 2011, Orión assinou com o Boca Juniors.
No dia 19 de agosto de 2016, assinou com o Racing Club.

## Carreira Internacional
Orión foi convocado para a Seleção Argentina como terceiro goleiro atrás de Roberto Abbondanzieri e Juan Pablo Carrizo para a Copa América de 2007.
Foi convocado para disputar a Copa do Mundo FIFA de 2014. 

## Títulos
San Lorenzo
- Campeonato Argentino (Clausura): 2007

Estudiantes de La Plata
- Campeonato Argentino (Apertura): 2010

Boca Juniors
- Campeonato Argentino (Apertura): 2011, 2015
- Copa da Argentina : 2012, 2014-15

## Estatísticas
Até 20 de agosto de 2016.

### Clubes
| Clube             | Temporada         | Campeonato nacional | Campeonato nacional | Copa nacional[a] | Copa nacional[a] | Competições continentais[b] | Competições continentais[b] | Outros torneios[c] | Outros torneios[c] | Total | Total |
| Clube             | Temporada         | Jogos               | Gols                | Jogos            | Gols             | Jogos                       | Gols                        | Jogos              | Gols               | Jogos | Gols  |
| ----------------- | ----------------- | ------------------- | ------------------- | ---------------- | ---------------- | --------------------------- | --------------------------- | ------------------ | ------------------ | ----- | ----- |
| San Lorenzo       | 2003-04           | 0                   | 0                   | 0                | 0                | 1                           | 0                           | 0                  | 0                  | 1     | 0     |
| San Lorenzo       | 2004-05           | 13                  | 0                   | 0                | 0                | 4                           | 0                           | 0                  | 0                  | 17    | 0     |
| San Lorenzo       | 2005-06           | 5                   | 0                   | 0                | 0                | 0                           | 0                           | 0                  | 0                  | 5     | 0     |
| San Lorenzo       | 2006-07           | 20                  | 0                   | 0                | 0                | 6                           | 0                           | 0                  | 0                  | 26    | 0     |
| San Lorenzo       | 2007-08           | 35                  | 0                   | 0                | 0                | 12                          | 0                           | 0                  | 0                  | 47    | 0     |
| San Lorenzo       | 2008-09           | 25                  | 0                   | 0                | 0                | 5                           | 0                           | 0                  | 0                  | 30    | 0     |
| San Lorenzo       | 2009-10           | 0                   | 0                   | 0                | 0                | 0                           | 0                           | 0                  | 0                  | 0     | 0     |
| San Lorenzo       | Total             | 98                  | 0                   | 0                | 0                | 5                           | 0                           | 0                  | 0                  | 126   | 0     |
| Estudiantes       | 2009-10           | 17                  | 0                   | 0                | 0                | 10                          | 0                           | 0                  | 0                  | 27    | 0     |
| Estudiantes       | 2010-11           | 36                  | 0                   | 0                | 0                | 8+2                         | 0                           | 0                  | 0                  | 46    | 0     |
| Estudiantes       | Total             | 53                  | 0                   | 0                | 0                | 20                          | 0                           | 0                  | 0                  | 73    | 0     |
| Boca Juniors      | 2011-12           | 35                  | 0                   | 1                | 0                | 13                          | 0                           | 0                  | 0                  | 49    | 0     |
| Boca Juniors      | 2012-13           | 23                  | 0                   | 1                | 0                | 10                          | 0                           | 0                  | 0                  | 34    | 0     |
| Boca Juniors      | 2012-13           | 33                  | 0                   | 0                | 0                | 0                           | 0                           | 0                  | 0                  | 33    | 0     |
| Boca Juniors      | 2014              | 18                  | 0                   | 1                | 0                | 8                           | 0                           | 0                  | 0                  | 27    | 0     |
| Boca Juniors      | 2015              | 21                  | 0                   | 6                | 0                | 7                           | 0                           | 1                  | 0                  | 35    | 0     |
| Boca Juniors      | 2016              | 12                  | 0                   | 1                | 0                | 11                          | 0                           | 0                  | 0                  | 24    | 0     |
| Boca Juniors      | 2016-17           | 0                   | 0                   | 1                | 0                | 0                           | 0                           | 0                  | 0                  | 1     | 0     |
| Boca Juniors      | Total             | 142                 | 0                   | 11               | 0                | 49                          | 0                           | 1                  | 0                  | 203   | 0     |
| Total na carreira | Total na carreira | 293                 | 0                   | 11               | 0                | 97                          | 0                           | 1                  | 0                  | 402   | 0     |

- a. ^ Jogos da Copa Argentina
- b. ^ Jogos da Copa Libertadores
- c. ^ Jogos do Jogo amistoso